# Алографт
Алографт, алогенен трансплантант или алоприсадка е трансплантант от един организъм (донор), който се присажда на друг организъм (реципиент), който е с различен генотип, но от същия биологичен вид. Алографти могат да са клетки, тъкани и органи и при хората съставляват по-голямата част от продуктите, използвани за трансплантация.
Алографт, при който донор и реципиент са генетично идентични (т.е. са еднояйчни близнаци), се нарича изографт (изоприсадка, изогенна присадка, сингенна присадка). В случаите когато за материал за трансплантация се вземе тъкан от собственото тяло, се говори за автографт (автопридаска).
Освен алографти, в практиката се използват и ксенографти (ксеноприсадки), т.е. продукти за трансплантация между различни биологични видове. По-голямата част от ксенографт-продуктите са тъкани; ксенотрансплантациите на органи са само на експериментално равнище.
Ксенографтите и алографтите (с изключение на автографтите и изографтите) се разпознават от имунната система на реципиента като чужди тъкани и в организма протича реакция на отхвърляне. За да се повиши толерантността на организма към присадените чужди тъкани, се използват медикаменти, наречени имуносупресанти, които потискат нормалните имунни реакции на организма в процес, наречен имуносупресия.